# Prowincja Belluno
Prowincja Belluno (wł. Provincia di Belluno) – prowincja we Włoszech. 
Nadrzędną jednostką podziału administracyjnego jest region (tu: Wenecja Euganejska), a podrzędną jest gmina. Prowincja Belluno dzieli się na 69 gmin.